# 1637
Năm 1637 (số La Mã: MDCXXXVII) là một năm thường bắt đầu vào thứ năm trong lịch Gregory (hoặc một năm thường bắt đầu vào Chủ Nhật của lịch Julius chậm hơn 10 ngày).